# Giải vô địch bóng đá nữ thế giới 2031
Giải vô địch bóng đá nữ thế giới 2031 hay còn gọi là Cúp bóng đá nữ thế giới 2031 (tiếng Anh: 2031 FIFA Women's World Cup) là giải bóng đá nữ vô địch thế giới lần thứ 11 được tổ chức bởi Liên đoàn bóng đá thế giới (FIFA). Đây là giải đấu đầu tiên có sự tham gia của 48 đội tuyển quốc gia.

## Lựa chọn chủ nhà
Quốc gia đăng cai cho Giải vô địch bóng đá nữ thế giới 2031 sẽ được Đại hội FIFA quyết định vào quý 2 năm 2025, khoảng một năm sau khi chọn nước chủ nhà cho giải đấu năm 2027, với các quy định đăng cai sẽ chính thức được phê duyệt vào quý 2 năm 2024.
Vào khoảng tháng 10 năm 2022, Hiệp hội bóng đá Trung Quốc cùng với Bộ Tổng cục Thể thao đã chính thức công bố một chương trình bóng đá nữ bao gồm cả việc họ sẽ tranh quyền đăng cai tổ chức cho giải đấu này. Quốc gia này trước đây đã từng được giành quyền đăng cai tổ chức cho giải đấu năm 2003, nhưng thay vào đó, giải đấu lại được tổ chức bởi Hoa Kỳ với nguyên nhân là do dịch SARS đang hoành hành tại thời điểm đó; Phải đến tận giải đấu năm 2007, FIFA đã tự động trao quyền đăng cai cho Trung Quốc như là một khoản đền bù cho giải đấu trước. Các giải đấu khác mà Trung Quốc đã từng đăng cai bao gồm có Giải vô địch bóng đá U-16 thế giới 1985 và Cúp bóng đá châu Á 2004.
Vào cuối tháng 5 năm 2023, tổ chức Hiệp hội bóng đá Anh đã đưa ra một thông báo xác nhận về ý định dự thầu của họ sau sự thành công của đội tuyển nữ quốc gia tại Giải bóng đá nữ vô địch châu Âu năm 2022 cùng với sự tham dự đông đảo của người hâm mộ tại Sân vận động Wembley cho trận chung kết Cúp FA nữ 2022. Đây sẽ là lần thứ 2 quốc gia này tổ chức một giải đấu bóng đá dành cho nữ, mặc dù họ đã từng có kinh nghiệm tổ chức nhiều giải đấu bao gồm Giải bóng đá vô địch thế giới 1966, giải bóng đá vô địch châu Âu 1996 và một số trận đấu của giải bóng đá vô địch châu Âu 2020. Một đơn thầu tương tự với đơn của Giải vô địch bóng đá châu Âu 2028 bao gồm có Scotland, Wales, Ireland và Bắc Ireland cũng được thảo luận để tranh ngôi chủ nhà.
Vào tháng 5 năm 2023, cựu thị trưởng thành phố Barcelona là bà Ada Colau đã thông báo nên đề xuất đấu thầu thành phố này làm địa điểm tổ chức giải đấu. Sau chiến thắng ở Giải vô địch bóng đá nữ thế giới 2023, phó thủ tướng Yolanda Díaz đã đề xuất với thủ tướng Pedro Sánchez về việc đăng cai World Cup.